# 北营庙
北营庙位于中国陕西省渭南韩城市古城历史文化街区的西侧，金城街道金城大街258号（北段西侧），是一座关帝庙，始建于金代，因此地原设有驻兵营房北营而得名。北营庙是韩城古城的五营庙之一，距离五营庙中的另一处东营庙（陕西省文物保护单位）不足500米。北营庙已列为全国重点文物保护单位。

## 历史
北营庙原为元代在东、南、西、北、中五处城防军营驻地内分别设立的关圣庙之一，祭祀关圣帝君。

## 建筑
北营庙现建筑主要为元代遗存，坐北朝南，占地面积1700多平方米。庙内主要建筑沿南北轴线依次排列，包括过殿、献殿和寝殿（均坐北朝南）。
- 原山门已拆除，改走东侧新门。
- 戏楼在中轴线偏西，坐南朝北，与主体建筑过殿相对。戏楼建于砖砌高台基上，面阔三间，进深四椽，歇山顶，前檐置方形檐额，下施立枋并雀替，上出挑平枋并作斗栱五攒和垂花，木雕极为华丽。
- 过殿面阔五间，进深二椽，卷棚悬山顶。
- 献殿紧挨过殿，均为五间，也是面阔五间，进深四椽，硬山顶。献殿悬镂雕竖匾，题写“忠义”两个大字，题款雍正乙巳（1725）张族四甲仝献。
- 寝殿前三间后五间，歇山顶，前檐架设通长檐额，额下设绰幕枋，额上斗栱为五铺作，出双抄，重拱计心造。殿内悬镂雕竖匾“圣殿”，题款康熙戊戌（1718）马邑县知县高坚所书。寝殿内竖碑《历代名医之图》、《重修压火楼并享殿碑记》。
- 寝殿西侧有西偏殿和道院等附属建筑，西偏殿三间，硬山顶，道院存东厢房四间和北房五间[2]。

## 保护
2003年9月24日，北营庙由陕西省人民政府公布为第四批陕西省文物保护单位，编号4-3-17。
2006年5月25日，北营庙由中华人民共和国国务院公布为第六批全国重点文物保护单位，编号6-780。

## 图集
- 大门内侧
- 自西向东看院内，左为前献殿，中为大门，右为戏楼，戏楼与主体建筑不在同一轴线上
- 前献殿正面
- 自前献殿看后献殿及寝殿
- 寝殿通长檐额、绰幕枋及五铺作斗栱
- 五铺作斗栱
- 戏楼北面
- 戏楼西面
- 戏楼南面
- 戏楼转角斗栱
- 戏楼中部斗栱